# Piaggio P.180 Avanti
De Piaggio P.180 Avanti is Italiaanse tweemotorig turboprop duwpropeller zakenvliegtuig, gebouwd door Piaggio Aero. Het toestel met een drukcabine voor zeven tot negen passagiers maakte zijn eerste vlucht op  23 september 1986. Er zijn sinds 1986 246 exemplaren gebouwd. 

## Ontwikkeling en historie

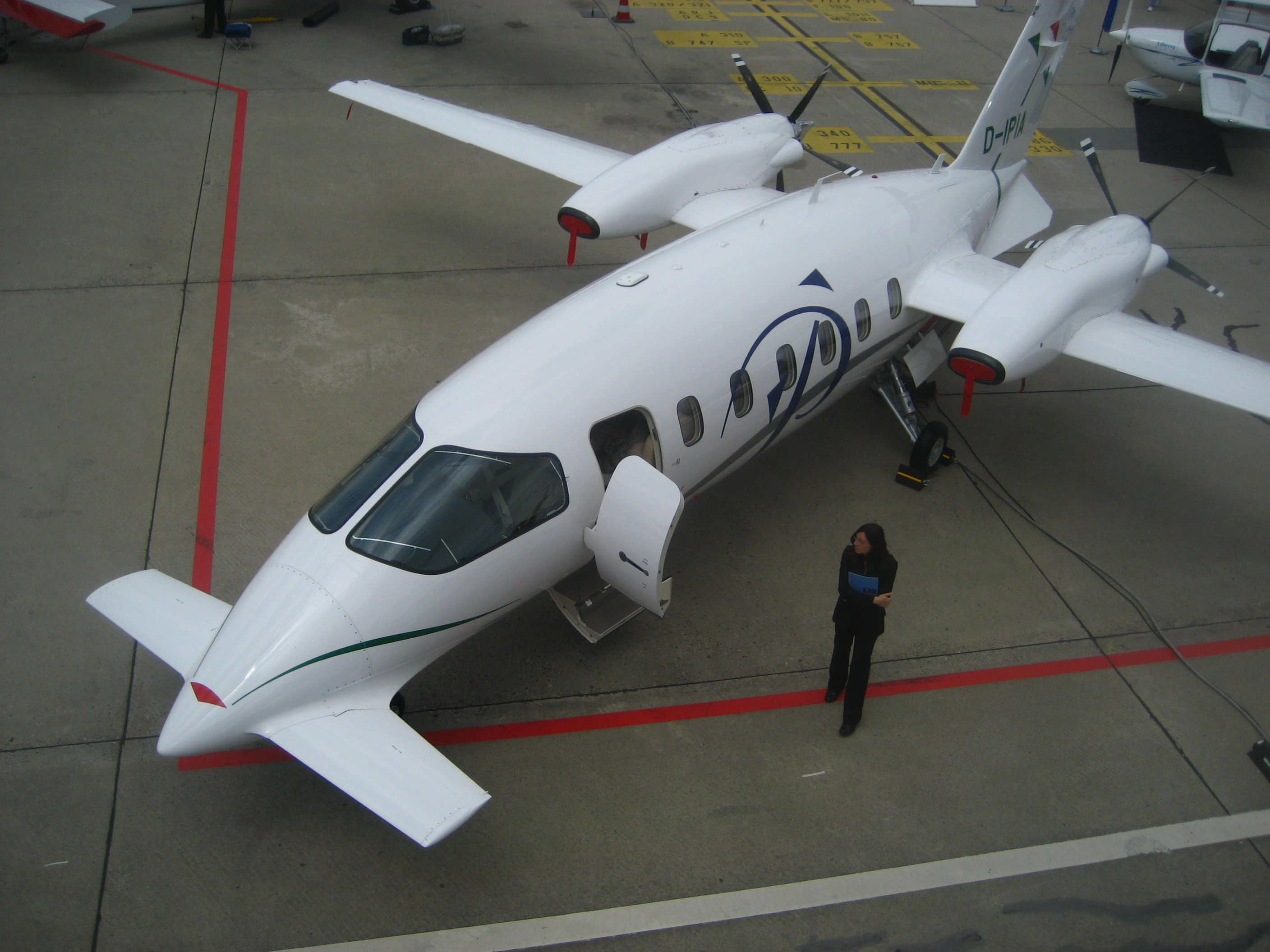
Piaggio P.180

Midden jaren 1980 werkten zowel Beechcraft als Piaggio Aero aan vergelijkbare projecten van tweemotorige duwpropeller turboprop zakenvliegtuigen die zuiniger en sneller waren dan de populaire King Air twin turboprops. De Beechcraft Starship was een zuiver canard-vliegtuig. Het Piaggio-P.180 ontwerp doet sterk denken aan een canard, maar valt door de toegepaste T-staart strikt genomen buiten deze categorie.
Piaggio werkte vanaf 1983 samen met de Amerikaanse firma Learjet aan de P.180, maar financiële problemen bij Learjet maakten hier begin 1986 een einde aan. Piaggio besloot de ontwikkeling alleen door te zetten en in september 1986 maakte een prototype zijn eerste vlucht. Certificering in Italië werd in maart 1990 afgerond, Amerika volgde in oktober van dat jaar.   
De P.180 Avanti bleek in de praktijk goede prestaties te leveren. Het toestel was uitgerust met dezelfde Pratt & Whitney turbopropmotoren als een King Air 200, maar vloog 190 km/u sneller. 
Piaggio ontwierp ook een onbemande militaire versie (UAV) van de P.180, de "P.1HH Hammerhead", geschikt voor het dragen van 500 kg aan wapenuitrusting en/of verkenningssystemen. Na 100 uur proefvliegen crashte het P.1HH-prototype in 2016 voor de kust van Sicilië. Dit incident betekende een jaar vertraging in het UAV-project.
In november 2018 kwam het bedrijf Piaggio door zwakke verkoopresultaten in de problemen. De Italiaanse overheid besloot in 2019 de firma overeind te houden met financiële steun en militaire garantie-orders.
Tot december 2020 zijn er in totaal 246 toestellen geproduceerd waarvan er nog 213 actief zijn.

## Ontwerp

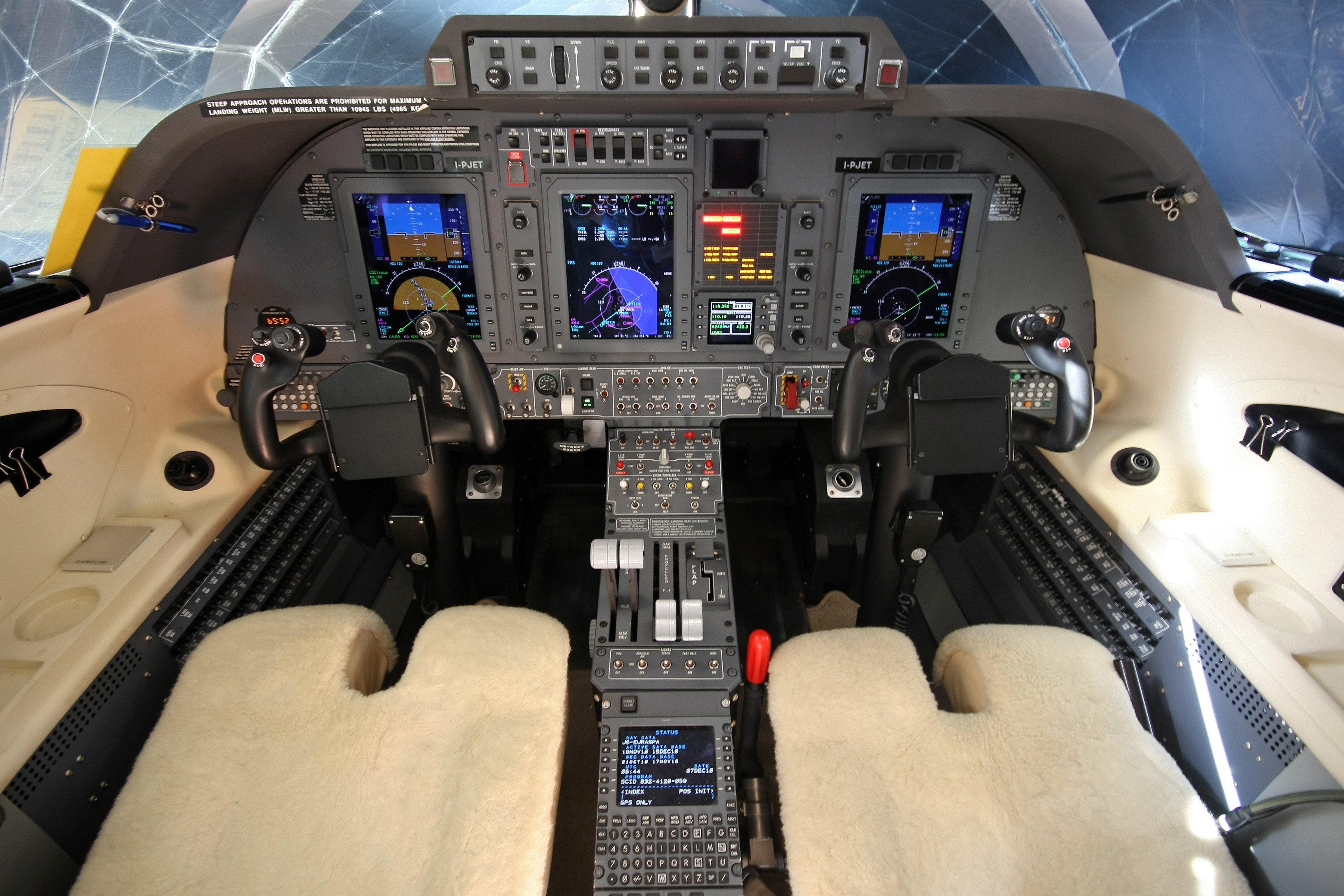
Cockpit Piaggio Avanti II

Het ontwerp van de Piaggio P.180 Avanti is een licht zakenvliegtuig met een configuratie van twee turbopropduwpropellers. Het toestel heeft een T-staart plus een horizontale vleugel vooraan de romp. De P.180 Avanti heeft daarmee drie (twee kleine plus een grote) horizontale vleugels die draagkracht leveren. Volgens de ontwerper draagt ook de vorm van de romp voor 20% bij aan de benodigde lift. Het vliegtuig is geconstrueerd van metaal, maar veel vormdelen (fairings) zijn gemaakt van composietmateriaal.
De Avanti heeft minder luchtweerstand dan vergelijkbare turbopropvliegtuigen, maar is qua prestaties eigenlijk beter te vergelijken met turbofanvliegtuigen zoals de Beechcraft Premier I. Vergeleken met deze standaard is de Avanti zuiniger, maar dit geldt alleen bij snelheden lager dan de 600 km/u. 
Een aantal omwonenden van luchthavens heeft geklaagd over het geluid van de Piaggio P.180, hoewel metingen uitwezen dat het geluidsniveau tijdens de start ruim binnen de FAA-normen viel. Het hoge 'snerpende' geluid van de P.180 wordt echter als bijzonder onaangenaam ervaren. Dit geluid wordt veroorzaakt door de turbulente stroom hete uitlaatgassen die in contact komt met de draaiende duwpropellers.

## Varianten
P.180 Avanti
Eerste productieversie.
P.180 M
Militaire versie voor de combinatie van licht transport en vervoer van VIP’s.
P.180 PM
Variant voor (radio)communicatie doeleinden.
P.180 AMP
Luchtambulance variant.
P.180 APH
Variant voor Cartografie
P.180 Avanti II
Variant met verbeterde Avionics en motoren.
EVO
Variant met een hogere nuttige lading. Nieuwe Hartzell propellers en verbeterde winglets. Groter vliegbereik van 3.280 km. Maximumsnelheid: 752 km/u.
Multirole Patrol Aircraft (MPA)
Maritieme Patrouille versie. Met meer spanwijdte, grotere tanks en krachtiger motoren.
Piaggio-Selex P.1HH Hammerhead
Onbemand vliegtuig (UAV) op basis van de Avanti II. 500 kg nuttige lading.
P.2HH
Geplande opvolger van de onbemande P.1HH in 2023. Met 30 uur vliegtijd. Project is in 2018 stopgezet.

## Vergelijkbare vliegtuigen
- Beechcraft Starship